# Bingstetten
Bingstetten ist der Name eines abgegangenen Ortes auf dem Gebiet der Gemeinde Bad Wörishofen im schwäbischen Landkreis Unterallgäu.

## Lage
Der Ort lag zwischen dem heutigen Stockheim und Kirchdorf.

## Geschichte
Bingstetten ist erstmals 1303 belegt, als „Sibot der junge Stolzhirsch“ einen Hof zu „Pincstetten“ an Konrad Perkircher verkaufte. Der im Besitz der Herren von Baisweil befindliche Hof ging Ende des 15. Jahrhunderts wegen der dauernden Hochwassergefahr ab. Bingstetten bestand zu dieser Zeit aus drei Höfen, von denen einer 1456 an das Kaufbeurer Spital ging.
Die letzte Erwähnung des Ortes ist von 1641, als ein Hans Guggemos von Bingstetten dort drei Tagwerk Wiesmahdt kaufte. Es ist anzunehmen, dass der Weiler im oder kurz nach dem Dreißigjährigen Krieg aufgegeben wurde.